# Román de Saavedra
Román de Saavedra y de Almenara (Algeciras, 18 de noviembre de 1871 - Barcelona, 2 de diciembre de 1959) fue un abogado y literato español y padre de la escritora Ana María de Saavedra. 
El Ayuntamiento de Villafranca del Panadés le concedió el título de «Hijo Adoptivo de la Villa».

## Biografía
Nació en Algeciras (Cádiz) el 18 de noviembre de 1871, en el seno de una familia aristocrática de origen gallego descendiente de los condes de Castellar. Fue hijo de Román de Saavedra y Salas, coronel de infantería; y de María del Carmen de Almenara y Benítez. Asimismo, su abuelo paterno fue José de Saavedra y Serantes, mariscal de campo destacado por sus acciones en la guerra de África.  
Román de Saavedra pasó su infancia entre Algeciras y Barcelona, donde estudió la carrera de Derecho. Muy pronto empezó a mostrar aptitudes literarias que empezó a cultivar en su juventud escribiendo sus primeros poemas.  
Román de Saavedra se implicó en los principales movimientos literarios de la época, trabando amistad con Eugenio d'Ors, Apeles Mestres y Manuel de Montoliu.  
El 8 de febrero de 1904 contrajo matrimonio en la Basílica de Santa María de Villafranca del Panadés con María del Pilar de Maciá y Mir, pubilla de la familia Maciá, hija de Federico de Maciá y Miret y de Elisenda Mir y Capella. El matrimonio tuvo tres hijos: Ana María, destacada escritora y poeta; María del Carmen y Rafael. La familia residió entre la Casa Santurce (Barcelona) y el Palacio Maciá (Villafranca del Panadés). Román de Saavedra dedicó parte de su vida a la administración de las propiedades y de las explotaciones agrarias de su esposa, motivo por el que se le considera el restaurador del patrimonio de los Maciá.  
En Villafranca del Panadés formó parte del movimiento asociativo del municipio, siendo tesorero de la Asociación Católica de Villafranca, miembro de la junta de la Cámara Agrícola Oficial del Panadés (1906) y de la primera junta de la Unión Vinícola de Cataluña (1910).
Considerado como un impulsor de la vida cultural de Villafranca, fue autor de un gran número de artículos en lengua catalana para publicaciones como "Penedès", "Futurisme" y el diario "El mati". Asimismo, escribió algunas obras teatrales como La pobrecita gente y Taula parada i amor absent (1925), que fueron representadas en el teatro de la sociedad "La Principal" de Villafranca.   
Román de Saavedra falleció en Barcelona el 2 de febrero de 1959, siendo enterrado en el Cementerio de Montjuich.

## Obra publicada
- Las frondas. Prólogo de Apeles Mestres. Barcelona: Sociedad General de Publicaciones, 1912.
- Calmas y procelas. Barcelona: 1915.
- Antología breve. Prólogo de Manuel de Montoliu. Villafranca del Panadés: 1947.